# Carolus sinemariensis
Espèce
Classification APG II (2003)
Synonymes
Selon GBIF (26 octobre 2024)
- Banisteria sinemariensis Aubl. - Basionyme
- Banisteria volubilis (Sims) Endl.
- Byrsonima volubilis (Sims) DC.
- Hiraea schizoptera Turcz.
- Hiraea simsiana A.Juss.
- Malpighia volubilis Sims
- Mascagnia hondensis C.V.Morton
- Mascagnia schizoptera (Turcz.) Cuatrec.
- Mascagnia simsiana Griseb.
- Mascagnia sinemariensis (Aubl.) Griseb.
- Mascagnia volubilis (Sims) Nied.
- Mascagnia volubilis f. transiens Nied.

Carolus sinemariensis est une espèce de plantes à fleurs dans la famille Malpighiaceae (famille de l'acérola).

## Répartition
Carolus sinemariensis est présent du Mexique au nord de l'Amérique du sud en passant par les Petites Antilles.

## Protologue

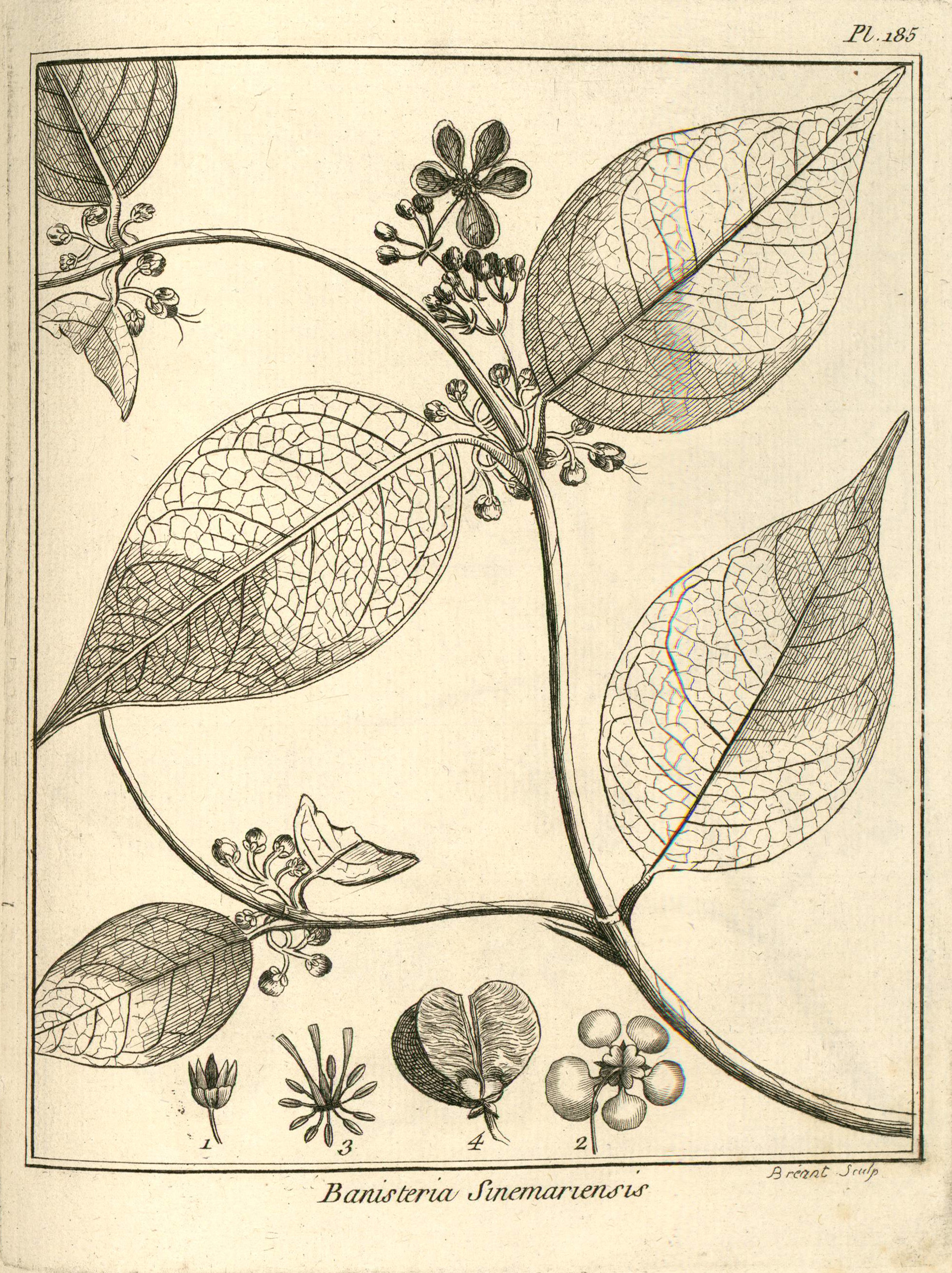
Carolus sinemariensis par Aublet (1775)
Planche 185 : On a repréſenté une fleur, un fruit & le bout d'un rameau avec les feuilles de grandeur naturelle. - 1. Calice. Corps glanduleux. - 2. Fleur épanouie. - 3. Étamines. Ovaires. Styles. - 4. Fruit à trois capſules ailées.

En 1775, le botaniste Aublet a décrit Carolus sinemariensis sous le nom de Malpighia sinemariensis, dont le protologue est le suivant :

« 1. BANISTERIA (Sinémarienſis) foliis ovatis, acuminatis ; floribus luteis, corymboſis. (Tabula 185.)
Frutex trunco quinque-pedali, ramos plures nodoſos, ſarmentofos, ſcandentes, & volubiles emittente. Folia ad ſingulos nodos oppoſita, ovata, acuta, integerrima, petiolata, infernè pallidè virentia, ſupernè viridia, tecta ſetis minimis utrinque acutis, declinatis, media fui parte affixis. Stipulæ minimæ, binæ, oppoſitæ, ad baſim utrinque petioli. Flores axillares, corymboſi aut racemoſi. Corolla lutea. Fructus ; capsulæ tres monoſpermæ in alam latam membranaceam excurrentes. 
Habitat Guianæ, ſupra. arbores, ad margines pratorum & camporum.
Florebat, fructumque ferebat Auguſto.
Nomen Caribæum QUAPARA. 

LE QUAPARIER de Sinémari. (PLANCHE 185.)
Cet arbrisseau pouſſe de ſa racine un tronc de quatre à cinq pieds, ſur deux ou trois pouces de diamètre. Son écorce eſt ridée & gerſée ; ſon bois eſt blanchâtre. à meſure qu'il ſe prolonge il jette à droite & à gauche, des branches ſarmenteuſes, rameuſes & noueuſes, qui ſe roulent, s'étendent ſur les troncs & ſur les branches des arbres voiſins. Elles ſont garnies a chaque nœud de feuilles oppoſées deux à deux, entières, ovales, terminées par une longue pointe, vertes en deſſus, & plus pâles en deſſous. Leur face tant ſupérieure qu'inférieure eſt chargée de quelques poils courts, écartes les uns des autres. Ils ſont couches, aigus par les deux bouts, & attaches par leur milieu. Leur forme eſt a peu près en petit celle d'un fuſeau. Le pédicule des feuilles à trois ou quatre lignes de long, & eſt accompagné à ſa naiſſance de deux petites stipules qui tombent de bonne heure. On a repréſenté les feuilles de grandeur naturelle. 
Les fleurs naiſſent à l'aiſſelle des feuilles par petites grappes oppoſées. La grappe, les branches, & les pédoncules particuliers de chaque fleur ont à leur baſe deux petites écailles. 
Le calice de la fleur eſt d'une ſeule pièce, diviſé en cinq parties aiguës : quatre ſont chargées en dehors chacune & deux petits corps oblongs & charnus ; la cinquième diviſion n'en a pas. 
La corolle eſt à cinq pétales jaunes, arrondis, concaves. Quatre ſont égaux; un cinquième plus grand eſt frange a l'on bord. Leur onglet eſt long, étroit, attache au bord d'un diſque qui porte les étamines & le piſtil. Ces pétales en s'épanouiſſant ſont écartés les uns des autres, & entre les divisions du calice, qu'ils débordent. 
Les étamines ſont au nombre de dix ; leur filet eſt court ; l'anthère eſt jaune & à deux bourſes. 
Le piſtil eſt un ovaire à trois côtes, ſurmonté de trois styles applatis, termines par un stigmate obtus. 
L'ovaire devient un fruit compoſé de trois capsules longues & applaties, qui ſe prolongent en un feuillet mince, long, large, qui a la forme d'une aile. Chaque capſule contient une semence arrondie & applatie.
[...]
Cet arbriſſeau eſt nommé QUAPARA par les Galibis. 
Il croît dans la Guiane, ſur les arbres qui entourent les ſavanes & les terreins défrichés. 
Il étoit en fleur & en fruit dans le mois d'Août. »

— Fusée-Aublet, 1775.